# Forteresse de Crète

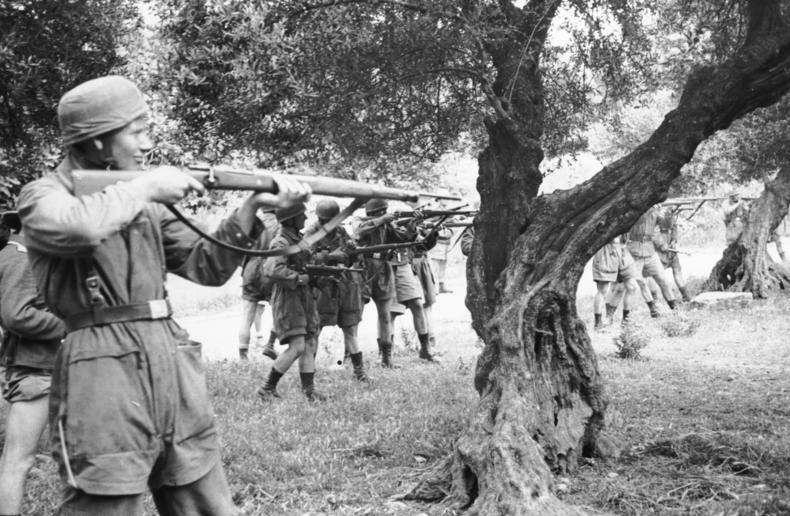
Des parachutistes allemands se préparent à exécuter des civils à Kondomarí, en Crète.

La forteresse de Crète, en allemand : Festung Kreta, est le terme utilisé, pendant la Seconde Guerre mondiale, par les forces d'occupation allemandes, pour désigner la garnison et la fortification de la Crète, en Grèce.

## Contexte
L'île grecque de Crète est prise par l'Axe, après une bataille féroce, à la fin du mois de mai 1941. Les Allemands occupent les trois nomes occidentaux de l'île, La Canée, Héraklion et Rethymno fixant leur quartier général à La Canée, tandis que les Italiens occupent le nome, le plus à l'est, de Lasithi, jusqu'à la capitulation italienne, en septembre 1943.

## Organisation militaire

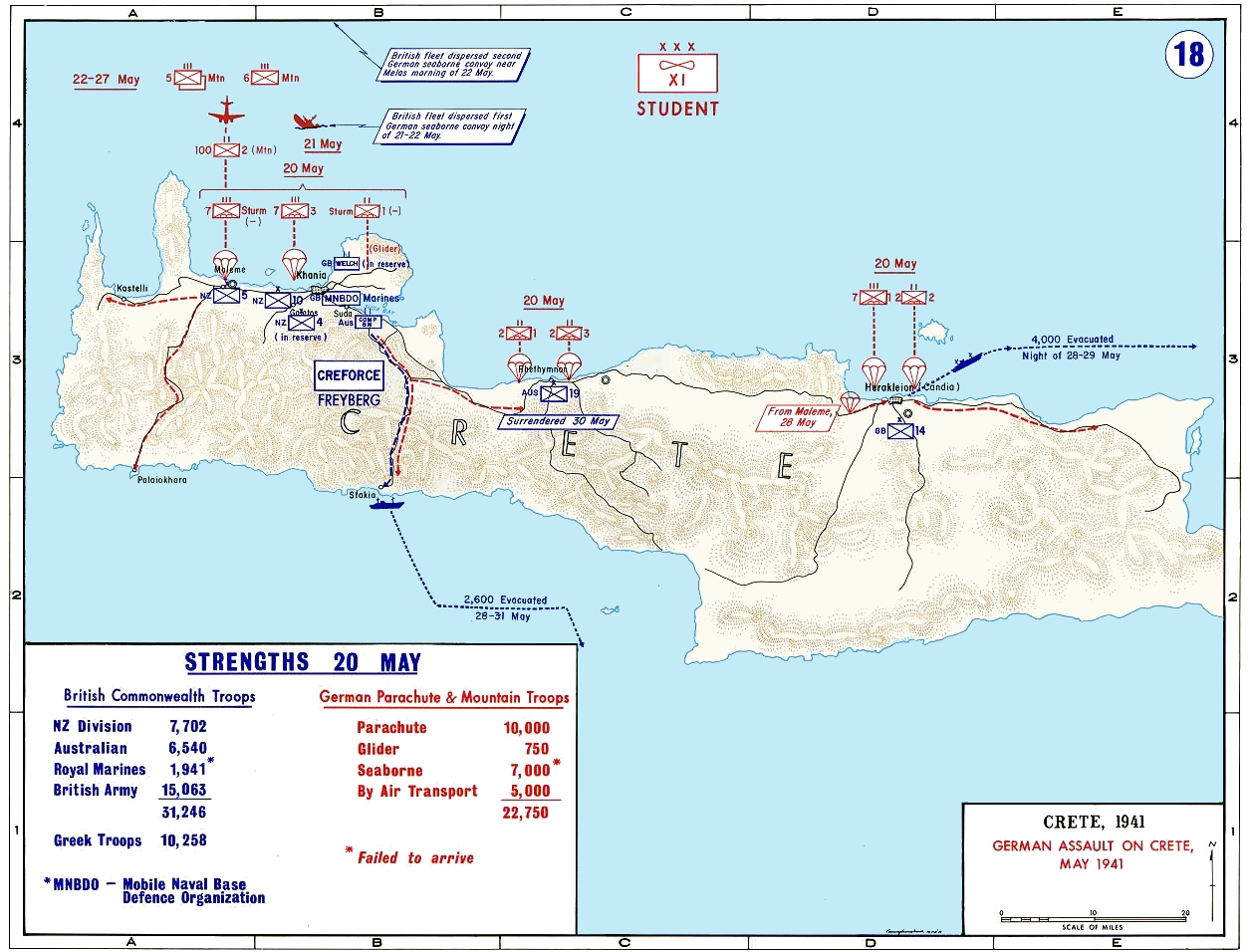
L'attaque allemande sur la Crète.

La première unité de garnison allemande est la 5e division de montagne, qui a combattu, lors de la prise de la Crète. À la fin de l'automne 1941, la 5e division de montagne est remplacée par les 713e et 164e divisions d'infanterie, qui au début de 1942, sont réorganisées en tant que division de forteresse Kreta (en allemand : Festungs-Division Kreta) (FDK),. Au cours de l'été 1942, la FDK est divisée pour former la plus petite brigade de forteresse Kreta (en allemand : Festungs-Brigade Kreta) (FBK) et la 164e division Afrika légère (en allemand : 164. Leichte Afrika Division) qui est envoyée en Afrique du Nord. La 164e division est remplacée, en 1943-1944, par la 22e division d'infanterie. L'unité de garnison italienne est la 51e division d'infanterie Siena (en), qui se rend aux Allemands, après l'armistice italien, de 1943.
Les effectifs de la garnison augmentent et diminuent considérablement, en fonction de l'évolution des campagnes nord-africaines et russes, et de la menace d'invasion perçue. Son pic est de 75 000 hommes en 1943 et son plus bas de 10 000 hommes, lors de sa reddition, le 12 mai 1945.
Après la retraite générale, de la Grèce, en octobre 1944, les Allemands, ainsi que quelques bataillons italiens, restent en Crète et dans les îles du Dodécanèse. Ils sont coupés du monde, n'ont aucune force aérienne ou navale, et ne disposent que de quelques petits patrouilleurs et de barges de débarquement pour maintenir les liens entre les îles. Le problème alimentaire est grave, tant pour eux que pour les habitants. Les liens sont maintenus (principalement le courrier) avec quelques B-24 capturés, sous les couleurs de la Luftwaffe qui effectuent des vols de nuit, depuis l'Autriche.
La partie orientale de la Crète est évacuée, pendant l'hiver, par les forces de l'Axe et occupée par une très faible garnison mixte britannique et grecque. Une trêve non officielle est donc conclue, entre les deux parties, jusqu'à l'ordre de reddition finale, émis par l'OKW, en mai 1945, après la reddition inconditionnelle du 8 mai. Le même ordre de reddition est valable pour Rhodes et les autres îles mineures, encore aux mains de l'Axe.

## Commandants des forces allemandes en Crète

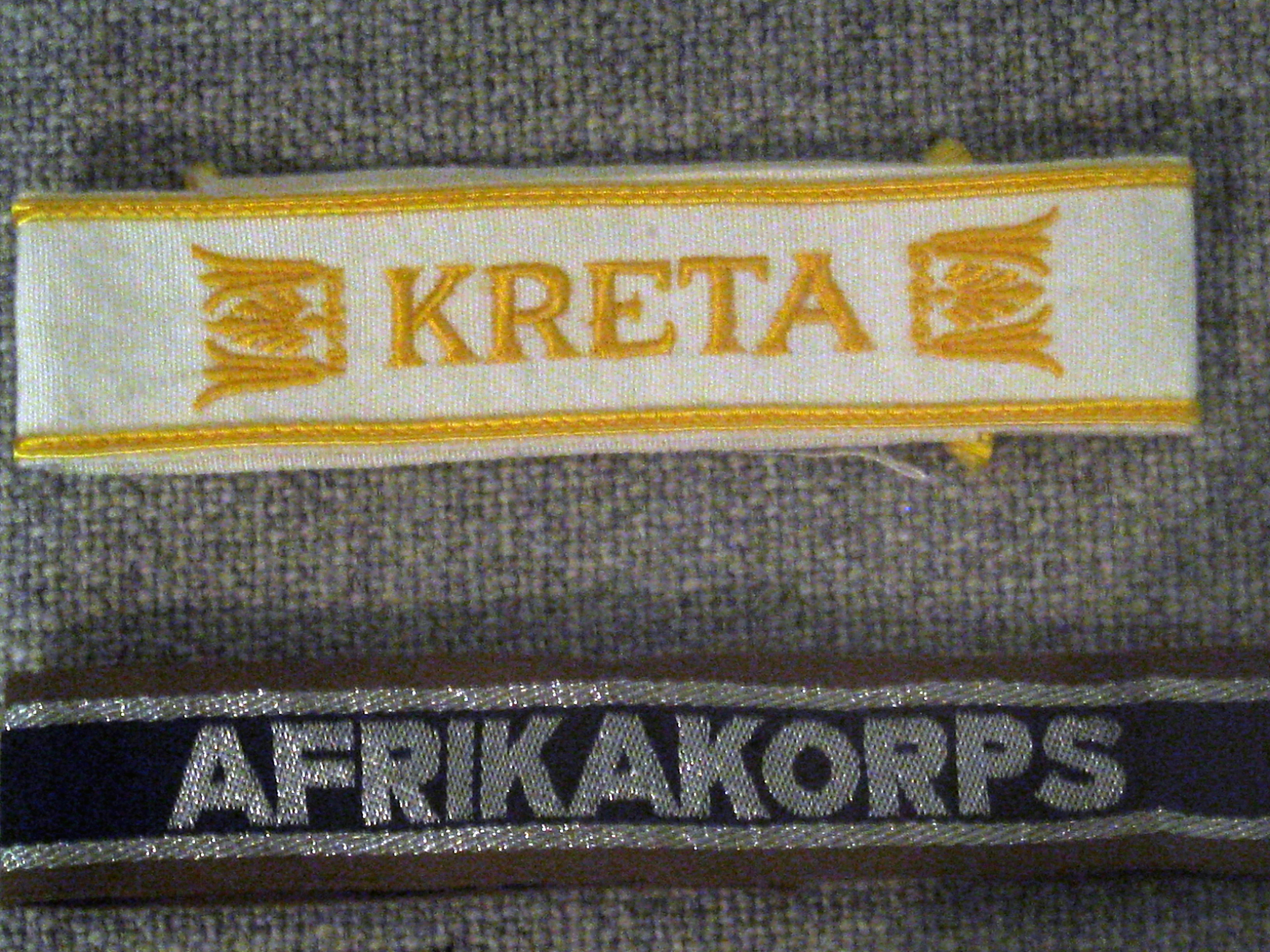
Brassards d'un soldat allemand ayant servi en Crète et en Afrique.

- 1er juin 1941 au 8 juin 1941 : Général des troupes aéroportées Kurt Student.
- 9 juin 1941 au 28 août 1942 : Général des troupes aéroportées Alexander Andrae (de).
- 6 septembre 1942 au 1er juillet 1944 : Lieutenant général Bruno Bräuer (brièvement remplacé, en avril 1944, par Karl-Erik Köhler).
- 1er juillet 1944 au 18 septembre 1944 : Général d'infanterie Friedrich-Wilhelm Müller.
- 18 septembre 1944 au 9 octobre 1944 : Lieutenant général Ernst Klepp (en).
- 9 octobre 1944 au 8 mai 1945 : Oberst puis commandant en chef Hans-Georg Benthack (en).

Jusqu'à l'armistice italien, de 1943, les forces d'occupation italiennes étaient commandées par le général Angelico Carta (en).

### Source de la traduction
- (en) Cet article est partiellement ou en totalité issu de l’article de Wikipédia en anglais intitulé « Fortress Crete » (voir la liste des auteurs).